# Atractodes teneriventris
Atractodes teneriventris är en stekelart som först beskrevs av Johann Ludwig Christian Gravenhorst 1829.  Atractodes teneriventris ingår i släktet Atractodes och familjen brokparasitsteklar. Inga underarter finns listade.